# Gcina Mhlophe
Nokugcina Elsie Mhlophe (1958) és una activista, actriu i directora sud-africana.
L'art de narrar és una activitat profundament tradicional a l'Àfrica, i Mhlophe és una de les poques dones narradores en un país dominat pels homes. Realitza la seva feina més important a través de carismàtiques actuacions, treballant per preservar la narració com a mitjà per mantenir viva la història i encoratjar els nens sud-africans a llegir. Explica les seves històries en quatre llengües de Sud-àfrica: anglès, afrikaans, zulu i xhosa. Mhlophe va néixer el 1958 a KwaZulu-Natal d'una mare xhosa i un pare zulu. Va començar la seva vida laboral com a empleada domèstica, per després treballar com a lectora de notícies a Press Trust i BBC Radio i més tard com a escriptora per a Learn and Teach, una revista per a persones recentment alfabetitzades.
Diverses experiències han inspirat Mhlophe a tornar a una carrera com a narradora. Explica que la seva habilitat narrativa li ve de la seva àvia, qui la va criar a Durban. Mhlophe diu: "La meva àvia em va ensenyar tot sobre com narrar històries. Quan era petita, la meitat dels nens del nostre barri vindrien i passarien la nit a casa nostra per poder escoltar izinganekwane (contes)."
Va començar a tenir una idea de la demanda d'històries mentre estava a Chicago el 1988. Es va presentar a una biblioteca en un barri predominantment negre, on un públic cada vegada més gran la seguia convidant. Tanmateix, Mhlophe comença a considerar la narració com una carrera només després de trobar-se amb un Imbongi, un dels poetes llegendaris del folklore africà, i després de l'encoratjament de Mannie Manim, l'aleshores director del Market Theatre de Johannesburg.
Des de llavors, Mhlophe ha aparegut als escenaris des de Soweto a Londres i gran part del seu treball s'ha traduït al alemany, francès, italià, suahili i japonès. Mhlophe ha viatjat àmpliament per Àfrica i altres parts del món organitzant tallers de narració.
Les històries de Mhlophe fusionen folklore, informació, actualitat, cant i llenguatge. La consecució dels seus somnis és una motivació visceral, i està transmetent el seu entusiasme contagiós a través del desenvolupament de joves talents per portar endavant la tasca de la narració mitjançant la iniciativa Zanendaba (Porta'm una història). Aquesta iniciativa, fundada el 2002, és una col·laboració amb el Market Theatre i READ, una organització nacional d'alfabetització.
Actualment, Mhlophe és la propietària de l'ASSITEJ Sud-àfrica, l'Associació Internacional de Teatre per a Nens i Joves.
L'objectiu de Mhlophe és posar llibres a l'abast de les pobres comunitats rurals de Sud-àfrica, assegurant-se que s'obrin biblioteques i que estiguin proveïdes de llibres culturalment i localment rellevants. En l'actualitat, Mhlophe ofereix el seu patrocini a través de l'ASSITEJ Sud-àfrica, l'Associació Internacional de Teatre per a Nens i Joves.